# Tęgło
Tęgło (łac. Tunglo) – władca Serbów łużyckich, panujący w IX wieku.
Lennik Ludwika Pobożnego. Oskarżony przed nim o nielojalność, musiał stawić się w czerwcu 826 roku na zjeździe w Ingelheim. Na kolejnym zjeździe w październiku 826 został oczyszczony z zarzutów i otrzymał zgodę na powrót do kraju. Został jednak zmuszony do wysłania swojego syna jako zakładnika na dwór cesarski.